# (76609) 2000 GQ163
2000 جي كيو 163 (ويعرف أيضًا باسم (76609) 2000 جي كيو 163 وفق تسمية الكوكب الصغير) (بالإنجليزية: 2000 GQ163)‏ هو كويكب ضمن حزام الكويكبات؛ وترتيبه 76609 من حيث الاكتشاف.
اكتُشف هذا الجُرم الفلكي بواسطة تعقب الأجرام القريبة من الأرض في 10 أبريل 2000.

## وصلات خارجية
- (76609) 2000 GQ163 في قاعدة بيانات مختبر الدفع النفاث لأجرام النظام الشمسي الصغيرة

- الاكتشاف · مخطط المدار ·  العناصر المدارية · المعلمات المادية

- (76609) 2000 GQ163 على موقع ويكي سكاي: DSS2, SDSS, GALEX, IRAS, Hydrogen α, X-Ray, Astrophoto, Sky Map, Articles and images